# Geschiedenis van de virologie
De geschiedenis van de virologie – de wetenschappelijke discipline die zich richt op virussen en virusziekten – begon tegen het eind van de negentiende eeuw. Hoewel er door Louis Pasteur en Edward Jenner al vaccins waren ontwikkeld ter bescherming van virale infecties, bleef de ziekteverwekker zelf lange tijd onbekend. De eerste aanwijzingen voor het bestaan van virussen kwamen van experimenten met speciale filters die ontworpen waren om bacteriën tegen te houden. In 1892 gebruikte Dmitri Ivanovsky een van deze filters om aan te tonen dat het sap van een zieke tabaksplant na filtratie nog steeds besmettelijk was voor gezonde tabaksplanten. Nederlands microbioloog Beijerinck noemde de gefilterde, besmettelijke stof een "virus" en zijn publicatie markeerde het begin van de virologie.
De daaropvolgende ontdekking en gedeeltelijke karakterisering van bacteriofagen door Frederick Twort katalyseerde verdere ontwikkelingen binnen de virologie, en rond het begin van de 20e eeuw waren al veel virussen beschreven en benoemd. In 1926 werden virussen omschreven als obligate parasieten die zich enkel in levende cellen kunnen vermenigvuldigen. Nadat het mogelijk werd virussen te kristalliseren, konden nieuwe eigenschappen worden beschreven. Dankzij de uitvinding van de elektronenmicroscoop in de jaren na 1930 kon de structuur van virussen voor het eerst zichtbaar gemaakt worden.

## Beginselen

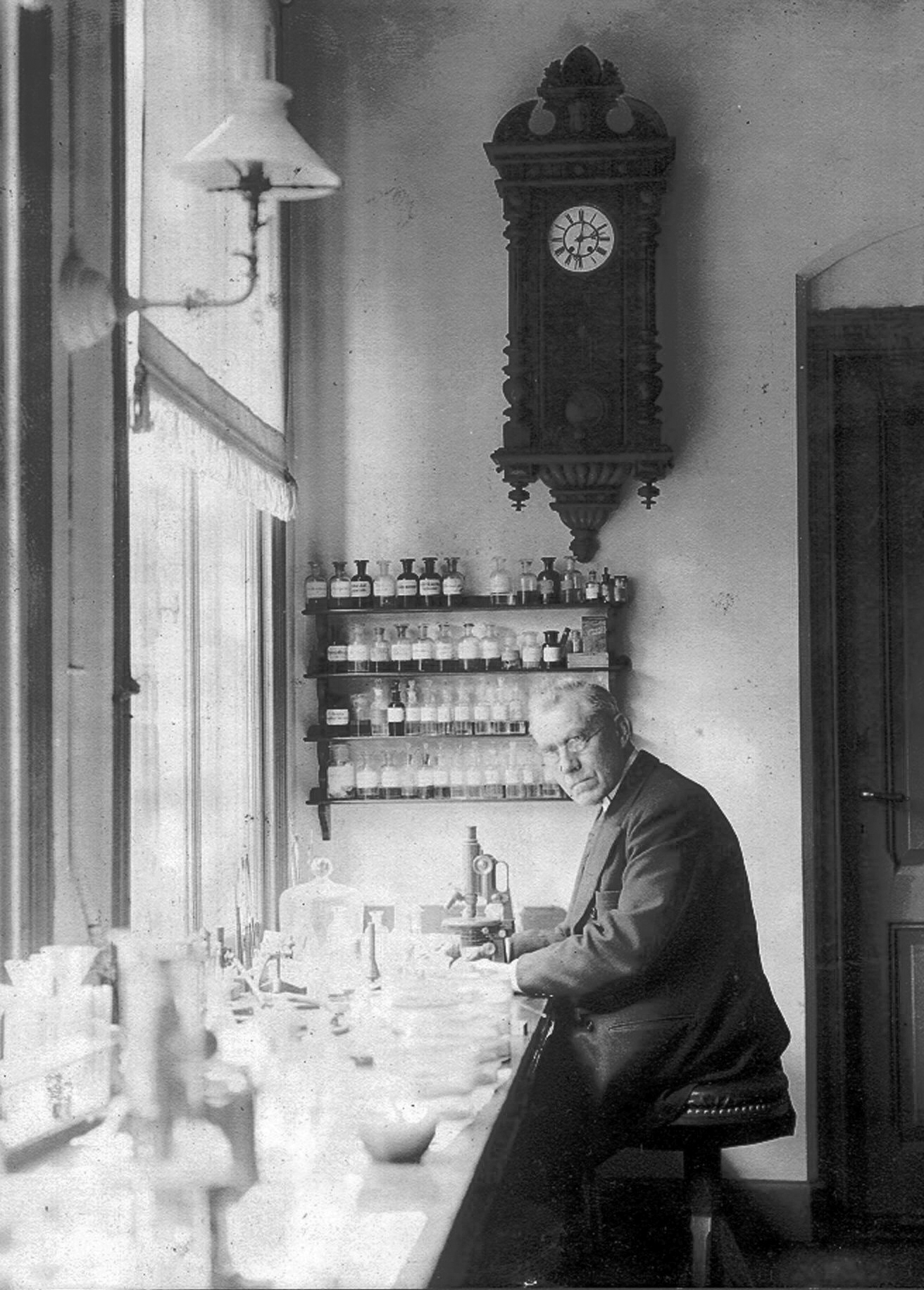
Martinus Willem Beijerinck in zijn laboratorium in 1921

Louis Pasteur was bioloog en ontwikkelde een vaccin tegen hondsdolheid. Het lukte hem echter niet de veroorzaker van deze ernstige ziekte te vinden. Pasteur speculeerde daarom over een pathogeen dat hondsdolheid veroorzaakte, maar dat te klein zou zijn om door een microscoop waargenomen te kunnen worden. In 1884 bedacht de Franse microbioloog Charles Chamberland het Chamberlandfilter dat over zulke kleine poriën beschikte dat bacteriën daar niet doorheen konden en uit de oplossing konden worden gescheiden. Kleinere deeltjes konden het filter nog wel passeren, zodat het onzichtbare pathogeen over zou blijven.
In 1892 gebruikte de Russische bioloog Dmitri Ivanovsky een dergelijk filter om iets te bestuderen wat later het tabaksmozaïekvirus bleek te zijn. Daarvoor vermaalde hij bladextracten van geïnfecteerde tabaksplanten. De restanten bleven zelfs na de filtratie door het filter besmettelijk. Ivanovsky suggereerde dat de besmetting werd veroorzaakt door een gif dat aangemaakt zou zijn door de bacteriën, maar deed hier geen verder onderzoek naar.
In 1898 herhaalde de Nederlandse microbioloog Martinus Beijerinck de experimenten en kwam tot de veronderstelling dat er in de gefiltreerde oplossing een nieuw soort pathogeen zou moeten zitten. Hij nam waar dat de pathogeen zich enkel vermenigvuldigde in cellen die zichzelf bezig waren te delen, maar omdat zijn experimenten niet konden aantonen dat het veroorzaakt werd door een vaste materie, noemde hij het pathogeen een contagium vivum fluidum en herintroduceerde hij het woord virus. Beijerinck bleef in de veronderstelling dat virussen vloeibaar waren, een theorie die later werd ontkracht door Wendell Stanley, die liet zien dat ze uit deeltjes bestonden.

## Bacteriofagen

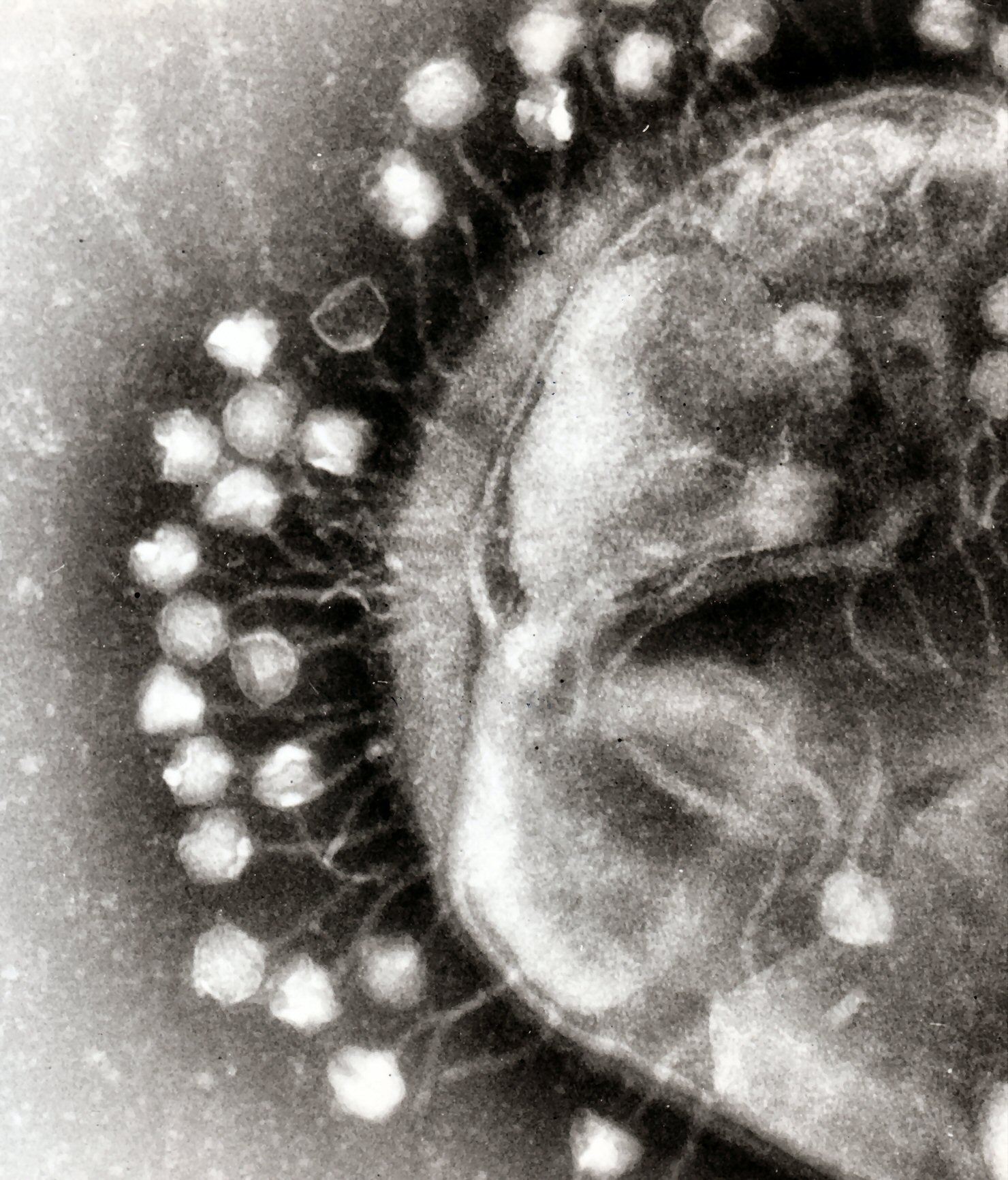
Onderzoek naar bacteriofagen nam een vlucht aan het begin van de 20ste eeuw

Aan het begin van de 20e eeuw ontdekte de Engelse bacterioloog Frederick Twort een groep virussen die in staat waren bacteriën te infecteren, de bacteriofagen. De Frans-Canadese microbioloog Félix d'Herelle beschreef dat wanneer virussen samen met bacteriën op een petrischaaltje werden geplaatst, plekken ontstonden met dode bacteriën. Bacteriofagen werden aangekondigd als de potentiële behandeling voor ziekten zoals tyfeuze koorts en cholera, maar hun ontdekking raakte in de vergetelheid na de ontdekking van penicilline. Door de toenemende mate van resistentie tegen antibiotica is er een hernieuwde interesse ontstaan in het therapeutisch gebruik van bacteriofagen.

## Twintigste eeuw
Tegen het eind van de 19e eeuw werden virussen gedefinieerd aan de hand van hun besmettelijkheid, hun doordringbaarheid door filters, en hun benodigde gastheer. In 1906 bedacht Ross Granville Harrison een methode om kunstmatig weefsel te laten groeien in de lymfe. En in 1913 gebruikten E. Steinhardt, C. Israeli en R.A. Lambert deze methode om het virus vaccinia in fragmenten van het hoornvlies van cavia's te laten groeien. In 1928 maakten H.B. Maitland en M.C. Maitland meer vacciniavirus door middel van suspensies van vermalen nieren van kippen. Van hun methode werd niet veelvuldig gebruik gemaakt totdat in de jaren 50 van de twintigste eeuw het poliovirus op grote schaal werd gemaakt ter productie van vaccins.
Een andere doorbraak vond plaats in 1931 toen de Amerikaanse pathologen Ernest William Goodpasture en Alice Miles Woodruff influenza en een aantal andere virussen kweekten in bevruchte kippeneieren. In 1949 kweekten John Franklin Enders, Thomas Weller en Frederick Robbins het poliovirus in opgekweekte menselijke embryocellen; dit was de eerste keer dat een virus werd gekweekt zonder gebruik van dierlijk materiaal. Dit werk leidde ertoe dat Jonas Salk in staat was een effectief vaccin tegen polio te ontwikkelen.

### Elektronenmicroscoop

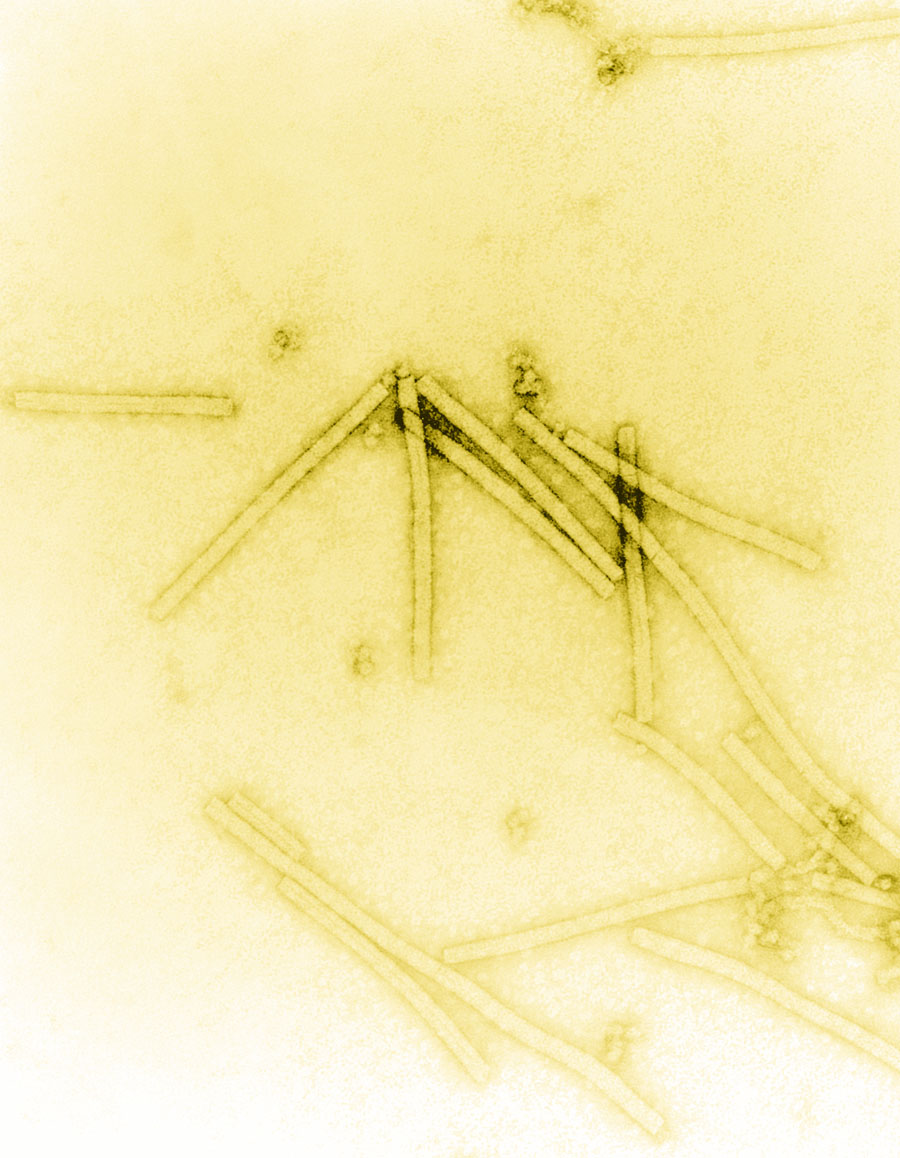
TEM-opname van het staafvormige tabaksmozaïekvirus, dat een belangrijke rol speelde in de geschiedenis van de virologie

De eerste werkelijke opnames van virussen verschenen toen in 1931 de elektronenmicroscoop werd uitgevonden door de Duitse ingenieurs Ernst Ruska en Max Knoll. In 1935 bestudeerde de Amerikaanse biochemicus en viroloog Wendell Meredith Stanley het tabaksmozaïekvirus en ontdekte dat dit voornamelijk bestond uit proteïnen (eiwitten).
Niet lang hierna werd er onderscheid gemaakt tussen onderdelen die bestonden uit proteïnen- en RNA-onderdelen. Het tabaksmozaïekvirus was het eerste virus dat werd gekristalliseerd waardoor de structuur van dit virus beter onderzocht kon worden. De eerste röntgenkristallografie van gekristalliseerde virussen werden gemaakt in 1941 door Bernal en Fankuchen. Op basis van deze opnames ontdekte Rosalind Franklin in 1955 de volledige structuur van virussen. In datzelfde jaar lieten Heinz Fraenkel-Conrat en Robley Williams zien dat het RNA en de eiwitmantel van een gezuiverd tabaksmozaïekvirus zichzelf in elkaar kunnen zetten om zo een functioneel virus te vormen. Dit doet vermoeden dat dit simpele mechanisme waarschijnlijk de manier is waarop virussen worden gemaakt in hun gastheercellen.

### Late twintigste eeuw
De tweede helft van de 20e eeuw werden er vele nieuwe virussen ontdekt. Het merendeel van de meer dan 2.000 bekende dieren-, planten- en bacterie-virussen werd ontdekt in dit tijdsbestek. In 1957 werd het equine arterivirus en de veroorzaker van boviene virale diarree, een pestivirus, ontdekt. In 1963 werd het hepatitis B-virus ontdekt door Baruch Blumberg, in 1965 beschreef Howard Martin Temin het eerste retrovirus. Het enzym reverse-transcriptase, dat retrovirussen gebruiken om DNA-kopieën te maken van hun RNA, werd voor het eerst beschreven in 1970 door Howard Martin Temin en David Baltimore onafhankelijk van elkaar. In 1983 isoleerde het team van Luc Montagnier aan het Pasteur-instituut in Frankrijk voor het eerst het retrovirus dat nu bekend staat als hiv. In 1989 ontdekte het team van Michael Houghton van Chiron Corporation het hepatitis C-virus.